# Zwei räumen auf
Zwei räumen auf (Originaltitel: Cripple Creek) ist ein US-amerikanischer Western aus dem Jahr 1952 von Ray Nazarro mit George Montgomery und Karin Booth in den Hauptrollen. Der Film wurde von Resolute Pictures produziert und von Columbia Pictures in den Verleih gebracht. Er wurde auch als Zwei Gringos reiten nach Westen aufgeführt.

## Handlung
Bei den Winfield Hatton Mining Enterprises in Cripple Creek, Colorado, werden von Unternehmensvertreter James Sullivan und Marshal John Tetheroe Zeugen des jüngsten Raubüberfalls auf Golderzlieferungen vernommen. Aufgrund der geringen Goldreserven des Landes und eines Embargos für Goldlieferungen ins Ausland wird der Secret Service in die Ermittlungen einbezogen. Der Chef der Western Division, William Drummond, beauftragt den Agenten Bret Ivers, verdeckt zu ermitteln und sich als Gesetzloser auf der Flucht aus Texas auszugeben.
An der Grenze zwischen Texas und New Mexico treffen sich Drummond und Larry Galland mit Bret. Drummond erzählt ihnen, dass bereits mehrere Regierungsagenten gestorben seien, die in den vorangegangenen Fällen ermittelt haben. Larrys Bruder Strap, der unter dem Namen Gillis auftritt, ist bereits in Cripple Creek und beobachtet die Transportfirma des Erzes, Cabeau Liberty, die von Emil Cabeau geleitet wird. Bret und Larry fahren nach Cripple Creek und machen sich auf den Weg zum örtlichen Saloon, wo Strap als Kartengeber arbeitet. Kurz nachdem Bret und Larry sich eingelebt haben, kommt Larry Strap während eines Überfalls zu Hilfe. Bret nutzt die Gelegenheit, um den Besitzer des Saloons, Silver Kirby, um Arbeit zu bitten. Tetheroe, der eigentlich mit Kirby verbündet ist, vermutet, dass Bret und Larry Strap kennen und versucht, Informationen über die beiden einzuholen. Später informiert Strap Bret und Larry, dass er vermutet, Kirby stecke hinter den Diebstählen und Cabeau arbeite für Kirby. Er ist sich nicht sicher, ob der Vater der Saloon-Wirtin Julie Hanson, Hardrock, ein alter Goldsucher, beteiligt ist.
In dieser Nacht folgen Bret und Larry Cabeaus mit Erz beladenem Wagen, der auf einen zweiten Wagen trifft und seine Ladung teilt. Bret und Larry stehlen das Erz und kippen es in einen verlassenen Minenschacht, der früher Hardrock gehörte. Im Saloon erkennt Cabeau Bret, der zugibt, dass sie das Gold gestohlen haben, ohne zu wissen, dass es Kirby gehört. Kirby besteht darauf, dass Cabeau Bret und Larry anheuert, um ein Auge auf sie zu haben. Einige Tage später erhält Tetheroe einen Brief von seinem Vertrauten in Texas, der enthüllt, dass ein namentlich nicht genannter Gesetzloser aufgrund seiner unerklärlichen Entlassung aus dem Gefängnis im Verdacht steht, Verbindungen zur Regierung zu haben. Tetheroe kann Kirby nicht finden und hinterlässt den Brief bei der Kassiererin im Saloon. Strap stiehlt den Brief, kurz bevor Kirby zurückkommt, und reitet Tetheroe nach, der zusammen mit Cabeau, Bret und Larry einen weiteren Erztransport überwacht. Strap teilt Tetheroe mit, dass Kirby den Brief gelesen hat und ihn sofort sehen möchte. Heimlich steckt Strap den Brief Bret zu und fügt hinzu, dass er sich aus den Ermittlungen zurückziehen werde, da er unter Verdacht stehe. Während er mit Tetheroe zurück in die Stadt fährt, versucht Strap, ihn zu verhaften. Bei der folgenden Schießerei wird der Marschall getötet. Während Kirby und sein Handlanger Denver Jones nach dem Brief suchen, fangen sie Strap ab und zwingen ihn, in die Stadt zurückzukehren.
Unterdessen schickt Cabeau Bret und Larry weg, um sie davon abzuhalten, den endgültigen Bestimmungsort des Erzes zu erfahren. Die beiden machen jedoch kehrt und folgen Cabeau zu einer verlassenen, aber funktionierenden Silbermine. Im Saloon foltert Kirby Strap, um ihm das Geständnis, ein Regierungsspion zu sein, zu entlocken, doch Strap schweigt. Jones schießt Strap kaltblütig in den Rücken. Als Bret und Larry zurückkommen, teilt er ihnen mit, dass er Strap getötet hat, in der Hoffnung, eine Reaktion zu provozieren. Später sehen Bret und Larry, wie Hardrock die Stadt verlässt, und folgen ihm, da sie wissen, dass er einige der Erztransporte miterlebt hat und sicher sind, dass er nichts mit Kirby zu tun hat. Bret erzählt Kirby, dass er Hardrock „entführt“ hat, um ihn aus dem Weg zu halten, was Kirby beeindruckt und Julie besänftigt. Während Larry Hardrock in einer heruntergekommenen Hütte in der Nähe der Minen festhält, kehrt Bret zur Silbermine zurück und beobachtet, während er den Schacht hinunterrutscht, wie eine Reihe von Arbeitern das Golderz in Barren einschmelzen und mit Blei überziehen, bevor sie es in Kisten für den Transport nach China über Denver und San Francisco verpacken. Um Hardrock zu schützen, weist Bret Larry an, ihn nach Denver zu bringen, bevor er nach San Francisco weiterfährt. Larry fängt einen Brief des chinesischen Spediteurs an Ah Fong, dem Wäschereileiter von Cripple Creek, ab.
Während Bret auf Larrys Rückkehr wartet, entdeckt Jones, dass es in dem Brief aus Texas an Tetheroe um Bret ging und informiert Kirby, dass Bret und Larry die Regierungsagenten sein müssen. Kirby holt Larry auf dem Weg zurück nach Cripple Creek ab, aber Bret bricht gerade ein, als Kirby beginnt, Larry für ein Geständnis zu foltern. Nachdem im Saloon eine Schlägerei ausbricht, entkommt Kirby. Bret und Larry überwältigen Jones und den anderen Handlanger, die Hatton und den örtlichen Gesetzeshütern übergeben werden. Bret und Larry eilen zu Ah Fong, wo Julie Sullivan auszahlt, der zugibt, dass er halb Chinese ist und dass er die Diebstähle inszeniert hat, um eine Revolution in seinem Land zu finanzieren. Kirby stürmt mit gezogener Waffe herein, aber Bret erschießt ihn. Julie bricht zusammen und gesteht, dass Kirby ihr Ehemann war. Nachdem die Diebstähle aufgeklärt sind, verlassen Bret und Larry Cripple Creek.

## Hintergrund
Gedreht wurde der Film vom 20. August bis zum 5. September 1951 auf der Iverson Movie Ranch in Chatsworth.
Fred M. MacLean war für das Szenenbild zuständig.

## Veröffentlichung
Die Premiere des Films fand am 1. Juli 1952 statt. In der Bundesrepublik Deutschland kam er am 14. September 1962 in die Kinos.

## Kritiken
Der Filmkritiken-Aggregator Rotten Tomatoes hat in einer Auswertung ein Publikumsergebnis von 50 Prozent positiver Bewertungen ermittelt.
Das Lexikon des internationalen Films schrieb: „Mäßig spannendes Krimiabenteuer im Gewand eines Western.“
Die Filmzeitschrift Cinema befand: „Die Darsteller sind okay, nur Karin Booth als Casinochefin ist unterfordert. Fazit: Wenig Glanz, aber ein solider Krimiwestern.“
Der Kritiker des TV Guide sah einen Film, in dem Montgomerys Spiel Entschlossenheit in die altbekannte Geschichte bringe.